# François de Bonne
François Julien De Bonne (Brussel, parochie Sint-Jacob 10 mei 1789 - 1 december 1879) was een Belgisch volksvertegenwoordiger.

## Levensloop
De Bonne was de in 1798 gewettigde zoon van Jean-Baptiste-François De Bonne (geb. Alessandria, Italië 1741), een ambtenaar van de nationale loterij, en van Marie Alexandrine Bulteaux (geb. Obrechies, Henegouwen 1757). Hij bleef vrijgezel.
In 1811 promoveerde hij tot licentiaat in de rechten aan de École de Droit in Brussel en vestigde zich als advocaat in Brussel (1811-1821). Hij werd substituut van de procureur des Konings (1822-1826) en rechter bij de rechtbank van eerste aanleg in Brussel (1826-1832). Bij de grote 'schoonmaak' in het gerechtelijk apparaat van 1832 werd hij, als orangist, niet herbenoemd en werd opnieuw advocaat, tot aan zijn dood.
In 1822 was hij medestichter van de Algemeene Nederlandsche Maatschappij, later de Société Générale de Belgique.
In 1848 werd hij liberaal volksvertegenwoordiger voor het arrondissement Brussel, in opvolging van Jacques Coghen. Hij vervulde dit mandaat tot in 1848. Van 1848 tot 1859 was hij provincieraadslid. De Bonne was ook bekend als bibliofiel, in 1880 werd zijn bibliotheek openbaar verkocht.
De Bonne was:
- bestuurder en voorzitter van de Compagnie des Propriétaires Réunis;
- bestuurder van de Université libre de Bruxelles.